# Alectura lathami

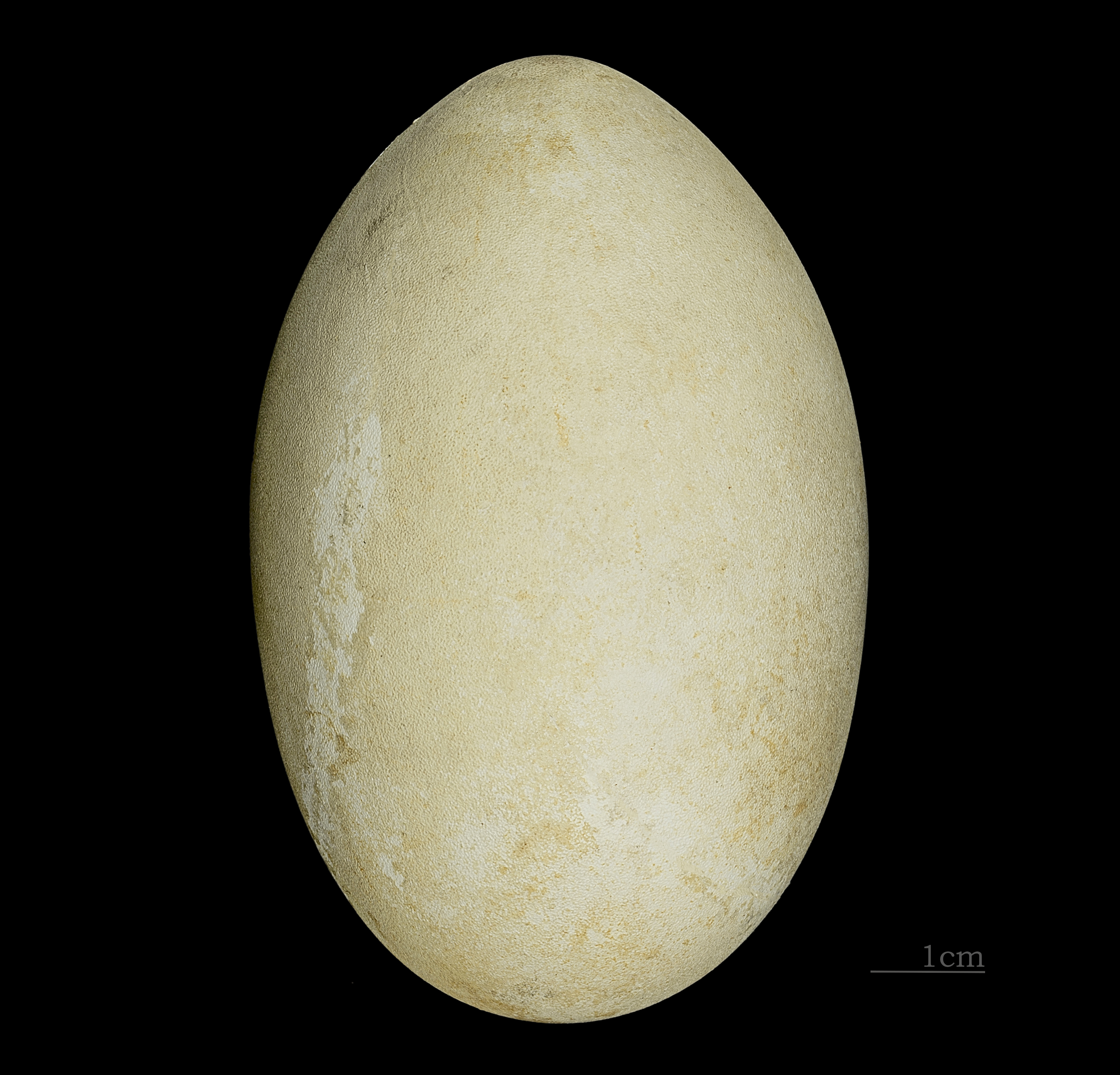
Alectura lathami

Gà tây cọ Úc hay gweela (Alectura lathami), còn thường được gọi là gà tây bụi rậm là một loài chim trong họ Megapodiidae. Đây là loài đặc hữu của Úc. Nó được tìm thấy ở miền đông Úc từ Far North Queensland Illawarra tại New South Wales. Nó cũng đã được du nhập tới đảo Kangaroo ở Nam Úc. Nó là đại diện còn tồn tại lớn nhất của họ Megapodiidae và là một trong ba loài sống Úc. Mặc dù tên của nó và giống nhau bề ngoài của họ, loài chim này không liên quan chặt chẽ đến gà tây Mỹ.
Nó là một loài chim lớn với lông màu đen và đầu đỏ. Tổng chiều dài của nó là khoảng 60–75 cm và sải cánh khoảng 85 cm. Phân loài A. l. purpureicollis  từ phía bắc bán đảo Cape York nhỏ hơn loài được chỉ định rộng rãi.
Một nghiên cứu gần đây đã cho thấy sự xác định giới tính phụ thuộc nhiệt độ ở những con gà tây bụi rậm Úc, khi mà nhiệt độ càng cao trong quá trình ấp trứng thì sẽ tạo tỉ lệ mái trên trống cao hơn.

## Hình ảnh

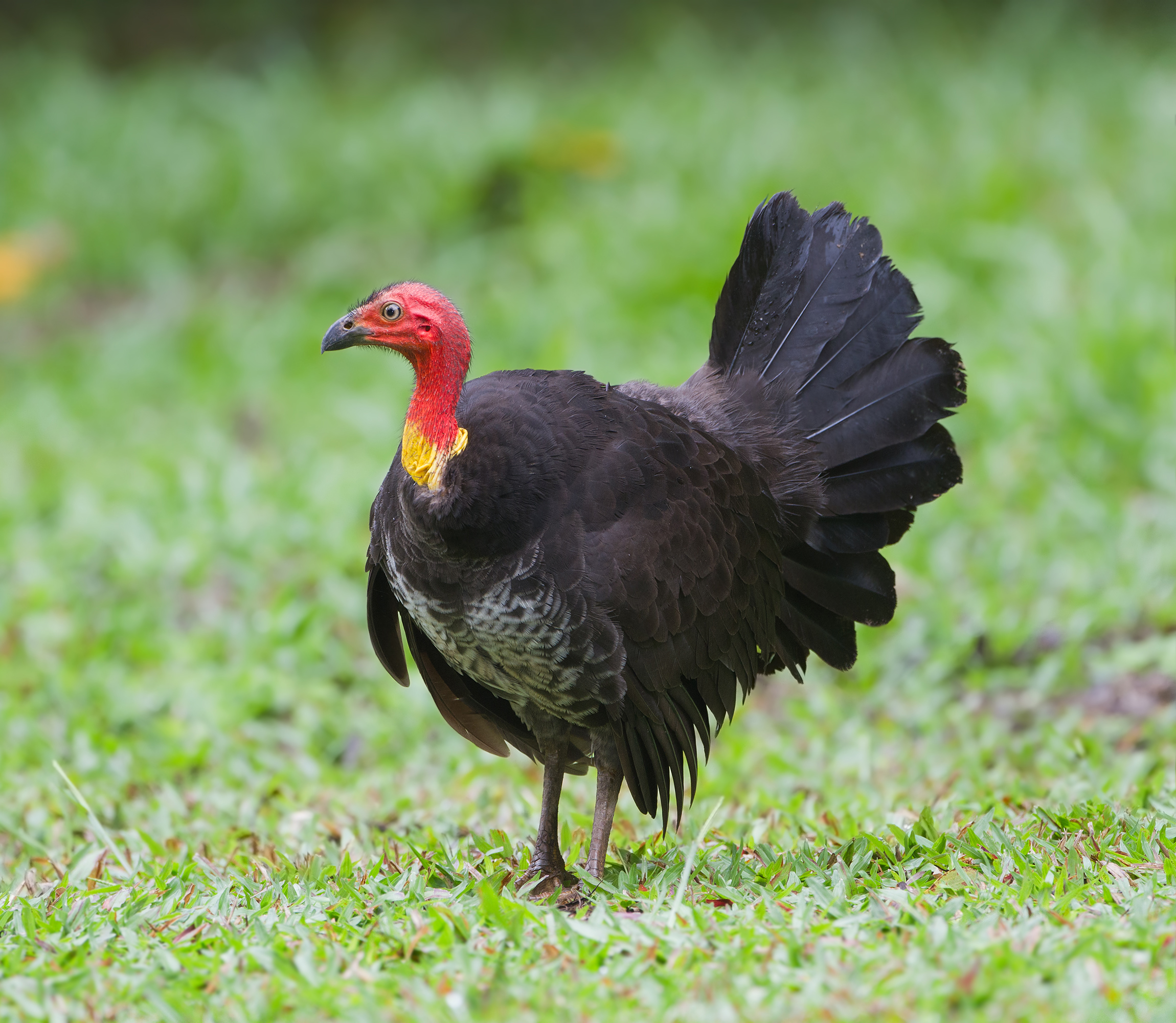
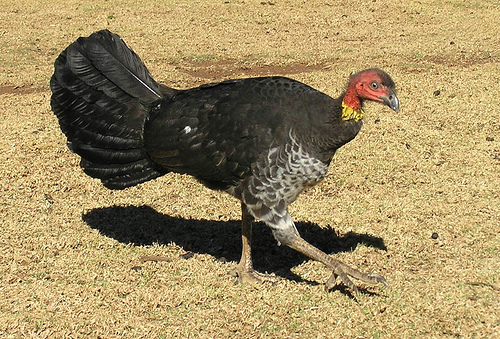
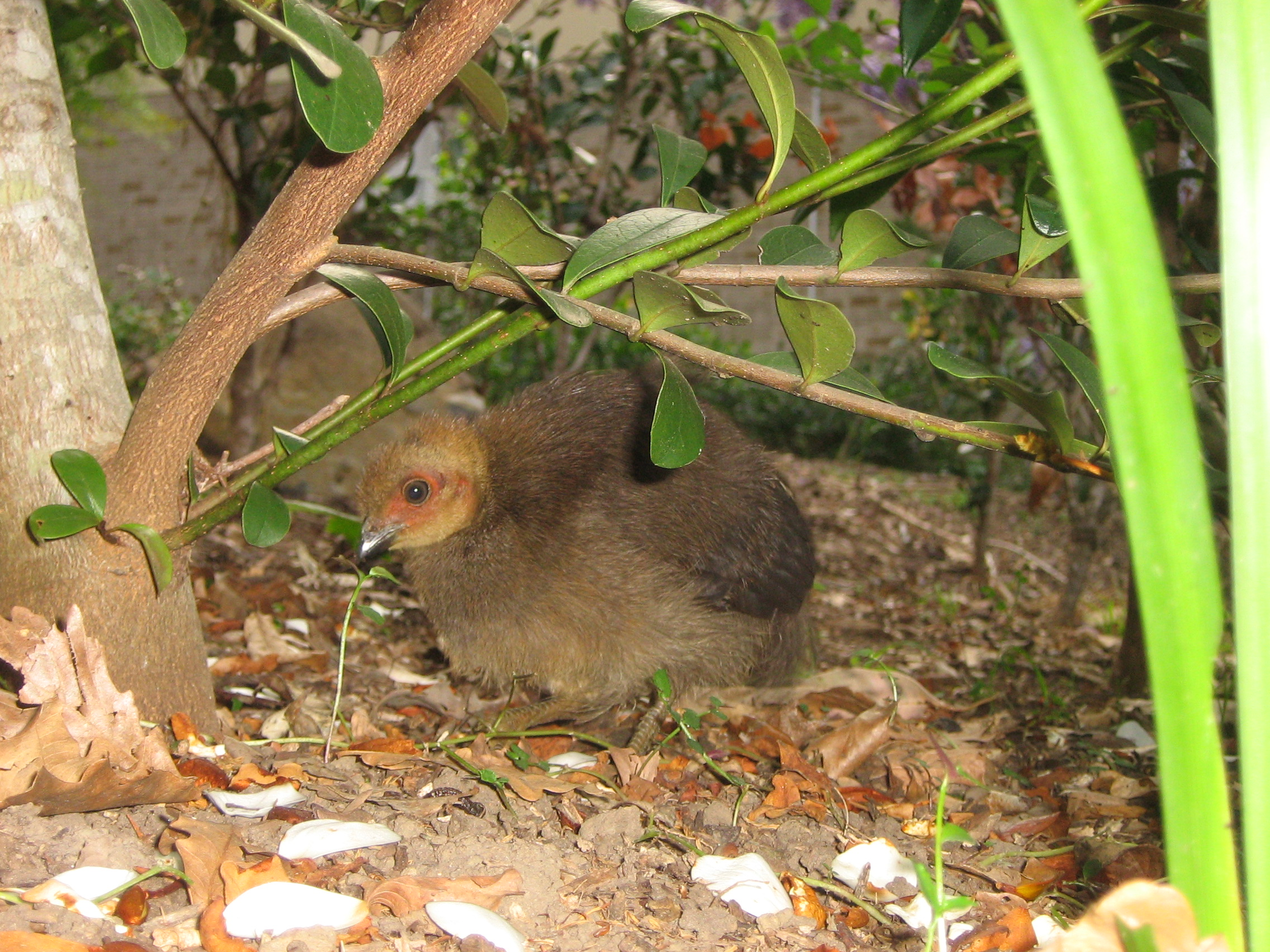